# Mariana Lobato
Mariana Vaz Pinto Guimarães Lobato, Lisboa, 23 de Dezembro de 1987, mais conhecida por Mariana Lobato, é uma velejadora portuguesa que representou Portugal nos Jogos Olímpicos de Londres 2012, na classe Match Racing.
Em 2013 sagrou-se Campeã do Mundo na Coreia.
A primeira vez que Mariana Lobato entrou num barco tinha meses, pois a vela sempre foi uma tradição de família. Iniciou a escola de vela aos 8 anos e começou a fazer competição nos Optimist, classe onde participou no primeiro Europeu. Continuou a competir e a subir ao pódio nas classes: 420, 470, Match Racing, Snipe e Soto 40.
Estudou na Escola Superior de Comunicação Social de Lisboa, onde concluiu a Licenciatura de Publicidade e Marketing em 2011.

## Palmarés

### Jogos Olímpicos
- Londres 2012 (Vela | Match Racing) - (11º Lugar)

### Campeonatos do Mundo
- Coreia 2013 (Vela | Match Racing) - Medalha de Ouro
- Suécia 2012 (Vela | Match Racing) - (13º Lugar)
- Austrália 2011 (Vela | Match Racing) - (11º Lugar)

### Campeonatos da Europa
- Circuito Europeu 2014  (Vela | Soto 40) - Medalha de Ouro
- Finlândia 2011 (Vela | Match Racing) - (6º Lugar)
- Austrália 2010 (Vela | Match Racing) - (5º Lugar)

### Taça do Mundo
- USA 2011 (Vela | Match Racing) - Medalha de Prata

### Campeonatos Nacionais
- Portugal 2011 (Vela | Match Racing) - Medalha de Ouro
- Portugal 2010 (Vela | Match Racing) - Medalha de Ouro
- Portugal 2009 (Vela | Match Racing) - Medalha de Prata
- Portugal 2008 (Vela | Match Racing) - Medalha de Ouro

### Campeonatos Portugal
- Cascais Vela Portugal 2014 (Vela | Soto 40) - Medalha de Ouro
- Campeonato Misto Portugal 2013 (Vela | Snipe) - Medalha de Prata
- Campeonato Misto Portugal 2012 (Vela | Snipe) - Medalha de Ouro
- Campeonato Misto Portugal 2011 (Vela | Snipe) - Medalha de Ouro

### Travessias
2014 | Lisboa - Brasil (Vela | Bavaria 50)